# Molenweg 41 (Baarn)
Het pand Molenweg 41 is een gemeentelijk monument aan de Molenweg in het Rijksbeschermd gezicht Baarn - Prins Hendrikpark e.o. van Baarn in de provincie Utrecht.
Het dienstgebouw werd in 1910 gebouwd als woonhuis voor de knecht van de familie Van der Wijk die in Villa Parkwijk aan de Julianalaan woonde. In het midden van de symmetrische voorgevel bevindt zich de ingang. De verticale banden naast de bovenlichten zijn opvallend.